# Alexandr Bolšunov
Alexandr Alexandrovič Bolšunov (* 31. prosince 1996 Podyvotě) je ruský běžec na lyžích, trojnásobný olympijský vítěz ze Zimních olympijských her 2022 v čínském Pekingu. Celkově získal na dvou olympiádách, jichž se zúčastnil, devět medailí a stal se tak nejúspěšnějším ruským běžcem na lyžích v historii a třetím na světě (za Dæhliem a Jernbergem). Je mistrem světa a celkově osminásobným medailistou z MS v klasickém lyžování. Je dvojnásobným vítězem Světového poháru v běhu na lyžích a dvojnásobným vítězem Tour de Ski, čímž je rovněž nejúspěšnějším ruským běžcem na lyžích v historii těchto soutěží. Alexandr Bolšunov je vojákem jednotek Národní gardy Ruské federace, zastává pozici vysoce kvalifikovaného sportovního instruktora pro sportovní tým pod správou Uralského okruhu jednotek Národní gardy, má vojenskou hodnost kapitán.

## Sportovní kariéra
Bolšunov se narodil ve vesnici Podyvotě, která se nachází v Brjanské oblasti, jen několik kilometrů od rusko-ukrajinské hranice. Od dětství pomáhal s domácími pracemi – sekal dřevo, pomáhal v lese tahat stromy. Jeho otec Alexandr Ivanovič Bolšunov ho také přivedl k běžeckému lyžování. Ve čtrnácti letech přešel do Brjansku k trenérovi Nikolaji Nechitrovi, prvním jeho úspěchem bylo vítězství na Mistrovství Centrálního federálního okruhu v roce 2013.
 Jeho snem bylo startovat na olympiádě v Soči, ale zjistil, že to v sedmnácti letech nebylo reálné. V roce 2015 se zúčastnil Mistrovství světa juniorů v klasickém lyžování v Almaty, ale nominován byl pouze do závodu ve sprintu, kde obsadil 11. místo. Z Mistrovství světa juniorů v klasickém lyžování 2016 v Brašnově si odvezl stříbro ze štafety, v individuálních závodech však byl nejlépe osmý v běhu na 15 km volně. V devatenácti letech opustil Brjansk a podepsal smlouvu s týmem oblasti Ťumeň, zároveň vstoupil do Národní gardy v Uralském okruhu. Průlom nastal v sezóně 2016/17, kdy byl zařazen do ruského národního týmu – do tréninkové skupiny Jurije Borodavka. Nejprve se stal hlavní hvězdou Mistrovství světa do 23 let v klasickém lyžování v Park City – ve všech třech závodech získal medaili (dvě zlaté a jednu stříbrnou). Vzápětí startoval v Lahti na šampionátu dospělých, kde nastoupil ve dvou závodech – ve sprintu a ve skiatlonu a obsadil 26. a 15. místo. V závěru sezóny ještě debutoval ve Světovém poháru a v norském Drammenu ve sprintu skončil na devátém místě.
Olympiáda v Pchjongčchangu byla dalším zlomem v jeho kariéře, přestože těsně před ní onemocněl a nezúčastnil se úvodního skiatlonu, získal tři stříbrné medaile a bronz. Jeho olympijský výkon měl v Rusku velkou odezvu a při příletu do Ruska jej na letišti vítali davy lidí. Po olympiádě si připsal i první vítězství ve Světovém poháru – po šesti třetích a jednom druhém místě, která nasbíral v této sezóně, zvítězil v klasické patnáctce při Finále SP ve Falunu.
V sezóně 2018/19 zvítězil v obou úvodních závodech ve finské Ruce a stal se tak hlavním konkurentem obhájce celkového vítězství Johannese Klæba. Bolšunov poté vedení v průběžné klasifikaci ztratil po sérii závodů Lillehammer Tour 2018 (na první místo se dostal Emil Iversen), ale znovu se vyhoupl do čela v závodě na 30 km volně v Beitostølenu, kde doběhl šestý a vedení si držel až do Tour de Ski. Klæbovi před Tour patřilo až šesté místo v průběžné klasifikaci SP, ale vítězstvím v Tour (Bolšunov ji dokončil na 5. místě) odsunul Bolšunova na druhé místo. Vynikající formu Bolšunov prokázal na MS v Seefeldu, kde startoval ve všech šesti disciplínách a odnesl si čtyři stříbrné medaile. Nejblíže k titulu mistra světa byl ve skiatlonu, kdy v těsném finiši v cílové rovince prohrál o jednu desetinu sekundy se Sjurem Røthem. Po šampionátu pokračoval souboj o celkové vítězství ve SP1 – v legendárním závodě na 50 km klasicky v Holmenkollenu Bolšunov vyhrál jako nejmladší závodník a teprve třetí Rus v historii tohoto závodu a vystřídal Klæba ve vedení průběžné klasifikace. Klæbo na to vzápětí odpověděl vítězstvím ve dvou sprinterských závodech a vrátil se do vedení, před závěrečným Finále SP v běhu na lyžích v Québecu měl Klæbo před Bolšunovem náskok 14 bodů. V Québecu vyhrál Klæbo, který měl při obhajobě triumfu ve Světovém poháru proti Bolšunovi výhodu i v neschopnosti Rusů podpořit svého lídra týmovou prací ve sprintech a závodech s hromadným startem, zatímco norský tým Klæba takticky podporoval. Mezi Bolšunovem a Klæbem se zrodila rivalita, která se stupňovala v dalších sezónách.
Před sezónou 2019/20 opustil tým Ťumeňské oblasti a podepsal novou, lukrativnější čtyřletou smlouvu s Archangelskou oblastí, která získala silného sponzora v podobě dřevařského konglomerátu a Bolšunov, Žerebjatěvová a Něprjajevová se stali posilami týmu. V nové sezóně Světového poháru začal lépe tentokrát Klæbo, který vyhrál úvodní sérii Ruka Triple 2020, v níž Bolšunov skončil pátý. Před Tour de Ski se Bolšunov díky vítězství ve skiatlonu v Lillehammeru v průběžném pořadí posunul na třetí místo za Klæba a Iversena. Tour de Ski se ukázalo být rozhodující bitvou pro celkové pořadí – ve vedení se nejprve střídali Usťugov a Klæbo, po čtvrté etapě se do čela dostal Bolšunov, ale před poslední etapou o jednu vteřinu znovu vedl Klæbo. Bolšunov však oproti předchozím dvěma ročníkům výrazně lépe zvládl závěrečný výběh na sjezdovku Alpe Cermis, vyhrál celou Tour de Ski a v průběžném pořadí SP se dostal do čela s náskokem 75 bodů na Klæba. Vítězstvími v závodech v Novém Městě na Moravě, v Oberstdorfu a ve Falunu Bolšunov navýšil náskok na 425 bodů a ke zvratu mohlo dojít již jen na šestidílné skandinávské Ski Tour 2020. Klæbo si necelé dva týdny před jejím začátkem zlomil prst na ruce, přesto do Ski Tour nastoupil, což Bolšunov přijal s určitou nedůvěrou o pravdivosti Klæbova zranění. Bolšunov byl po pěti etapách na prvním místě s více než půlminutovým náskokem na druhého Golberga a Klæbo byl až šestý, ale v závěrečném stíhacím závodě na 30 km se kvůli špatně namazaným lyžím Bolšunov propadl až na sedmé místo, přesto si v průběžném pořadí SP udržel na Klæba náskok 417 bodů. V cíli závodu dal Bolšunov průchod emocím, odhodil lyže a strhl ze sebe žluté číslo vedoucího závodníka SP. Jelikož kvůli pandemii koronaviru bylo zrušeno 6 závěrečných závodů v USA a Kanadě, byl posledním závodem sezóny běh na 50 km klasicky v Holmenkollenu, v němž Bolšunov před čtveřicí Norů obhájil triumf z předchozího roku. Velký křišťálový globus byl Bolšunovovi doručen až v červnu do Moskvy.

## Výsledky

### Výsledky na OH
- 9 medailí – (individuálně – 2 zlata, 2 stříbra, 1 bronz, štafeta – 1 zlato, 1 stříbro, dvojice – 1 stříbro, 1 bronz)

| Rok  | Věk | 15 km                                                                     | 30 km skiatlon | 50 km hromadný start                                                   | sprint                                                                 | 4 × 10 km štafeta muži                                                    | sprint dvojic                                                                    |
| ---- | --- | ------------------------------------------------------------------------- | -------------- | ---------------------------------------------------------------------- | ---------------------------------------------------------------------- | ------------------------------------------------------------------------- | -------------------------------------------------------------------------------- |
| 2018 | 21  | –                                                                         | –              | 2.                                                                     | 3.                                                                     | 2.                                                                        | 2.                                                                               |
| 2022 | 25  | 2. Běh na lyžích na Zimních olympijských hrách 2022 – 15 km klasicky muži | 1.             | 1. Běh na lyžích na Zimních olympijských hrách 2022 – 50 km volně muži | Běh na lyžích na Zimních olympijských hrách 2022 – sprint volně muži – | Běh na lyžích na Zimních olympijských hrách 2022 – 15 km klasicky muži 1. | Běh na lyžích na Zimních olympijských hrách 2022 – sprint dvojic klasicky muži3. |

### Výsledky na MS
| Rok  | Věk | 15 km | 30 km skiatlon | 50 km hromadný start | sprint | 4 × 10 km štafeta | sprint dvojic |
| ---- | --- | ----- | -------------- | -------------------- | ------ | ----------------- | ------------- |
| 2017 | 20  | —     | 15.            | —                    | 26.    | —                 | —             |
| 2019 | 22  | 8.    | 2.             | 2.                   | 11.    | 2.                | 2.            |
| 2021 | 24  | 4.    | 1.             | 2.                   | 4.     | 2.                | 3.            |

## Výsledky v SP
- 1 vítězství – (1 – etapa víceetapového závodu Světového poháru)
- 8 pódií – (6 – závod Světového poháru, 2 – etapa víceetapového závodu Světového poháru)

| No. | Sezóna  | Datum                 | Místo                  | Závod                  | Úroveň | Výsledek |
| --- | ------- | --------------------- | ---------------------- | ---------------------- | ------ | -------- |
| 1   | 2017/18 | 24.–26. listopad 2017 | Nordic Opening         | celkově                | WC     | 3.       |
| 2   | 2017/18 | 2. prosinec 2017      | Lillehammer, Norsko    | 1,5 km sprint K        | WC     | 3.       |
| 3   | 2017/18 | 9. prosinec 2017      | Davos, Švýcarsko       | 1,5 km sprint V        | WC     | 3.       |
| 4   | 2017/18 | 10. prosinec 2017     | Davos, Švýcarsko       | 15 km volně            | WC     | 3.       |
| 5   | 2017/18 | 1. leden 2018         | Lenzerheide, Švýcarsko | 15 km V hromadný start | SWC    | 3.       |
| 6   | 2017/18 | 4. březen 2018        | Lahti, Finsko          | 15 km K                | WC     | 2.       |
| 7   | 2017/18 | 7. březen 2018        | Drammen, Norsko        | 1,5 km sprint K        | WC     | 3.       |
| 8   | 2017/18 | 17. březen 2018       | Falun, Švédsko         | 15 km K hromadný start | SWC    | 1.       |

- WC – závod Světového poháru
- SWC – etapa víceetapového závodu Světového poháru